# きむらはじめ (漫画原作者)
きむら はじめ（1946年1月3日 - 2004年12月7日）は、漫画原作者。本名菅伸吉（すが しんきち）。きむらはじめ以外にも木村元（読み同じ）、勝鹿北星（かつしか ほくせい）、ラデック・鯨井（ラデック・くじらい）などのペンネームで活動していた。

## 人物
千葉県生まれ。1967年小樽商科大学卒業後、電通に入社。PR担当として働く傍ら、漫画原作を手がけるようになる。代表作は、『ゴルゴ13』、『なんか妖かい!?』、『ホットDOC』、『MASTERキートン』、『SEED』など。歴史、国際情勢、文化人類学、動物行動学、環境保護などの幅広い取材知識を元にした、人情味あるストーリーが特徴であった。
2004年12月7日、癌で死去、享年58。葬儀は無宗教で献花のみ親族を中心に行われお礼返し（香典返しにあたるもの）につやまあきひことの共作「マジンジラ」が手渡された。
表舞台に立つことは無かったが、自然保護活動家として地道な活動に参加していた。
長生高校時代の友人がスモンによる薬害被害を受け、彼女の半生が描かれた『明るいちょんちゃん』の復刻に向けて2001年頃メンバーの一人として携わった。
死後の『週刊文春』2005年5月26日号で、『MASTERキートン』の単行本が絶版状態にあると報じられた。作画の浦沢直樹と担当編集者の長崎尚志は連載中期から、きむらから送られてくる原作をほとんど使用せずに描いていたことから、著作者表示と印税の分与を変更しようとしたが、これに電通時代からのきむらの友人である雁屋哲が異議を唱え、当時『ビッグコミックスピリッツ』編集長であった長崎を糾弾したことから、長崎が小学館を退社し、浦沢を連れて講談社へ移籍するトラブルへ発展していた。使われずに捨てられていたとはいえ、原作自体は書き続けていたこともあり、後に同作が「完全版」で再刊された際には、勝鹿と長崎・浦沢が連名で「脚本」として表記されている。（詳細はMASTERキートン#著作者表示の変更についての項目を参照）

## 代表作
- ひとりぼっちのリン（作画: 池上遼一、週刊少年マガジン、講談社） - 「阿月田伸也」名義。雁屋哲との共同原作。
- ゴルゴ13（原著作者: さいとう・たかを、ビッグコミック、小学館） - 「アイボリーコネクション」「穀物戦争」「日・米コメ戦争」「蒼狼漂う果て」「河豚の季節」「2万5千年の荒野」「7号コテージ事件」「最後の戦場」など。
- 青拳狼（せいけんウルフ）（作画: 池上遼一、週刊少年サンデー、小学館）
- なんか妖かい!?（作画: 里見桂、週刊少年サンデー、小学館）
- 熱いですよ!（作画: 原田久仁信、少年ビッグコミック、小学館）
- ホットDOC（作画: 加藤唯史、ビッグコミックオリジナル、小学館） - 途中から原作を担当。
- エア・ポケット（作画: 安良城考、ビッグコミックオリジナル増刊、小学館）
- たちまち晴太（作画: 水島新司、ビッグコミックオリジナル増刊、小学館）
- MASTERキートン（勝鹿北星名義、作画: 浦沢直樹、ビッグコミックオリジナル、小学館） - 連載前半の原作を担当。後半は未使用。「完全版」より長崎尚志との連名。
- SEED（ラデック・鯨井名義、作画: 本庄敬、ビジネスジャンプ、集英社）
- マジンジラ（ラデック・鯨井名義、作画: つやまあきひこ、5年の学習、学研、単行本ソニーマガジンズ)